# 명릉 (고려 충목왕)
명릉(明陵)은 개성시에 위치한 고려 제29대 충목왕의 능이다.